# Plethodontohyla
Plethodontohyla és un gènere de granotes de la família Microhylidae endèmic de Madagascar.

## Taxonomia
- Plethodontohyla alluaudi
- Plethodontohyla bipunctata
- Plethodontohyla brevipes
- Plethodontohyla coronata
- Plethodontohyla coudreaui
- Plethodontohyla fonetana
- Plethodontohyla guentherpetersi
- Plethodontohyla inguinalis
- Plethodontohyla laevipes
- Plethodontohyla mihanika
- Plethodontohyla minuta
- Plethodontohyla notosticta
- Plethodontohyla ocellata
- Plethodontohyla serratopalpebrosa
- Plethodontohyla tuberata